# Mathilde Blind
Mathilde Blind, född 21 mars 1841 i Mannheim, död 26 november 1896 i London, var en tysk-brittisk författare, styvdotter till Karl Blind och syster till Ferdinand Cohen-Blind.
Blind blev redan som barn naturaliserad i England, studerade vid universitetet i Zürich och blev i London bekant med Giuseppe Mazzini, som fick stort inflytande på hennes åsikter. Hon skrev bland annat kritik i tidskrifter, större studier över Percy Bysshe Shelley och Lord Byron, den första biografin över George Eliot (1883) och ett arbete om Madame Roland (1886). 
Blind odlade även diktkonsten; hennes förnämsta arbete, The Ascent of Man (1889), iscensätter den moderna utvecklingsläran och skildrar mänsklighetens utveckling alltifrån vildens tillstånd. År 1893 utgav hon den lyriska samlingen Songs and Sonnets och 1896 Birds of Passage. Hon deltog ivrigt i kvinnorörelsen.